# Pölle 45 (Quedlinburg)

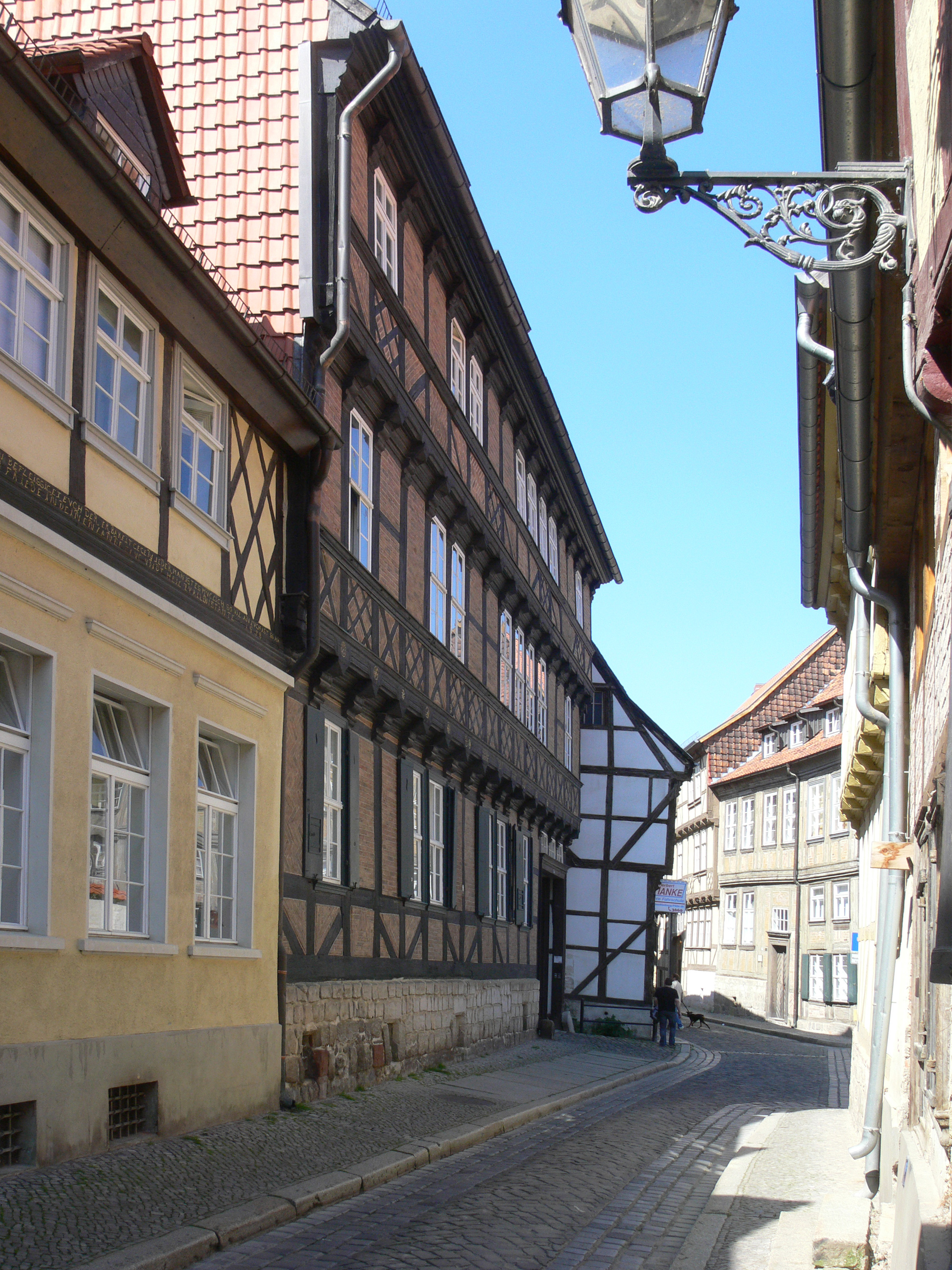
Pölle 45

Das Haus Pölle 45  ist ein denkmalgeschütztes Gebäude in der Stadt Quedlinburg in Sachsen-Anhalt.

## Lage
Es befindet sich südöstlich des Marktplatzes der Stadt und gehört zum UNESCO-Weltkulturerbe. Westlich des Gebäudes steht das, in der Fluchtlinie vorspringende, gleichfalls denkmalgeschützte Haus Pölle 46.

## Architektur und Geschichte
Das große dreigeschossige Fachwerkhaus entstand nach einer Bauinschrift im Jahr 1673. Im Quedlinburger Denkmalverzeichnis ist es als Kaufmannshaus eingetragen. In der Fachwerkfassade finden sich sowohl ältere Gestaltungselemente, wie profilierte Knaggen und Kerbschnitt, als auch Neuere, wie sich mit Andreaskreuzen abwechselnde Rautenkreuze, Pyramidenbalkenköpfe und im zweiten Obergeschoss Brüstungsstreben. An der Westseite des Hauses befindet sich eine Hofdurchfahrt, die um 1850 entstand.